# Apatity

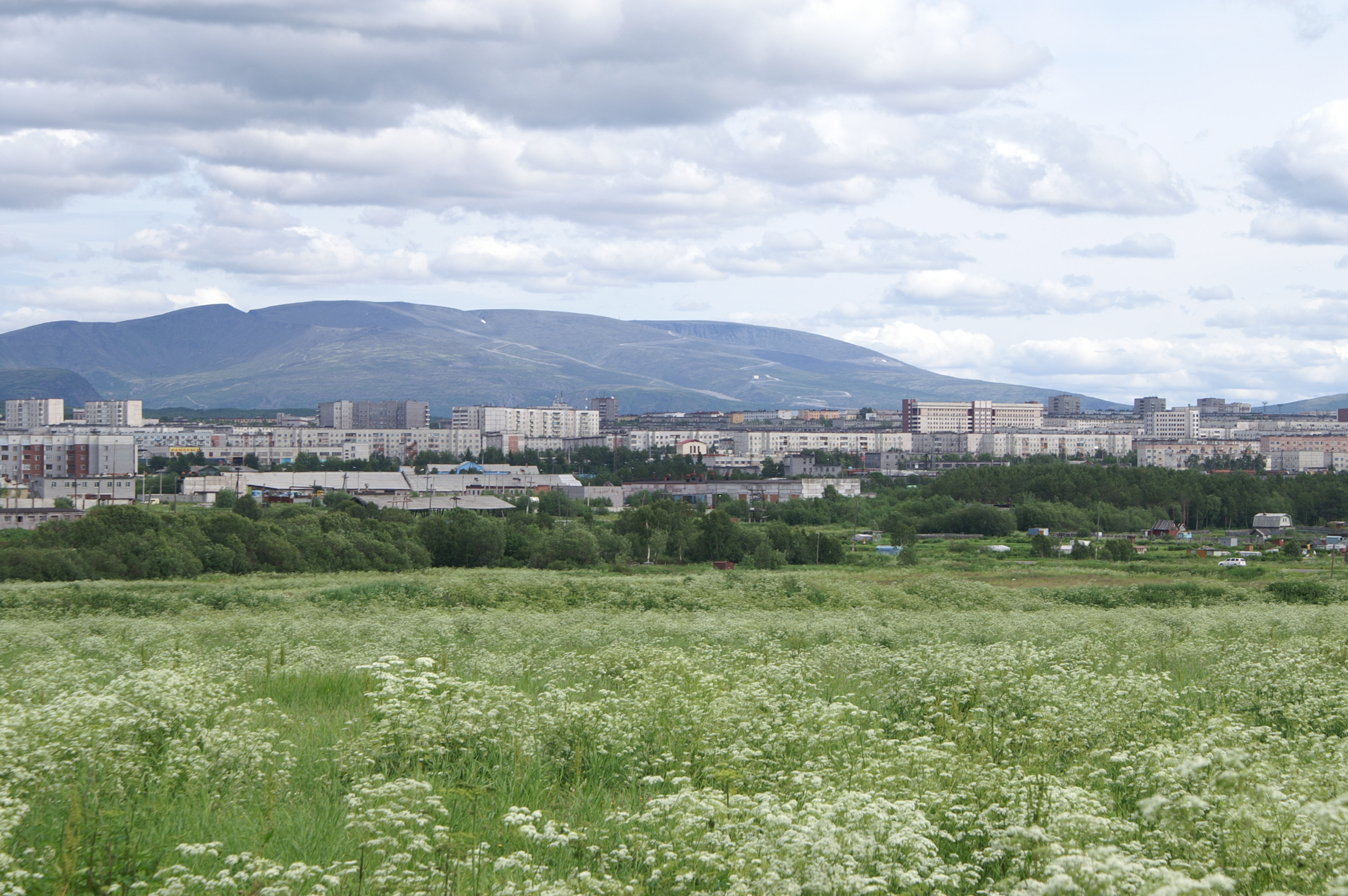
Apatity (2006)

Apatity (russisch Апати́ты) ist eine russische Stadt in der Oblast Murmansk. Mit 59.672 Einwohnern (Stand 14. Oktober 2010) ist sie die zweitgrößte Stadt der Oblast.

## Geografische Lage
Apatity liegt auf der Kola-Halbinsel zwischen dem See Imandra, dem größten See in der Oblast Murmansk, und den Chibinen.

## Geschichte
Der Ort entstand 1935 im Zusammenhang mit der Erschließung der Apatit-Nephelin-Vorkommen in den nahen Chibinen und hieß zuerst Bely (russisch Белый). 1966 wurden dem Ort die Stadtrechte verliehen, und er erhielt seinen heutigen Namen, der sich von der Bezeichnung des Minerals Apatit ableitet. Apatity (russisch Апатиты) ist ein Mehrzahlwort und bedeutet „Apatite“.
Bevölkerungsentwicklung
| Jahr | Einwohner | Anmerkung                                                                        |
| ---- | --------- | -------------------------------------------------------------------------------- |
| 1939 | 4.409     |                                                                                  |
| 1959 | 19.938    | davon 5.980 Einwohner: 1966 eingemeindete Siedlung städtischen Typs Molodjoschny |
| 1970 | 45.627    |                                                                                  |
| 1979 | 62.010    |                                                                                  |
| 1989 | 88.026    |                                                                                  |
| 2000 | 69.500    |                                                                                  |
| 2002 | 64.405    |                                                                                  |
| 2010 | 59.672    |                                                                                  |
| 2020 | 54.667    |                                                                                  |

Anmerkung: Volkszählungsdaten

## Wirtschaft
Zu den größten Arbeitgebern der Stadt zählen:
- Apatit JSC, die größte Hütten- und Minen-Gesellschaft in Russland und Europa
- „Wissenschaftszentrum Halbinsel Kola“, eine Filiale der Russischen Akademie der Wissenschaften mit elf Instituten

## Verkehr
Der Bahnhof von Apatity liegt an der Murmanbahn von Sankt Petersburg nach Murmansk. Hier zweigt die Kolabahn ab, ein nie vollendetes Eisenbahnprojekt, von dem heute noch 13 km bis Titan betrieben werden.
Die Anbindung aus der Luft erfolgt über den Flughafen Kirowsk/Apatity, der zwischen den Städten Kirowsk und Apatity liegt.
Apatity ist weiter über die Straße 1378 zu erreichen.

## Weiterführende Bildungseinrichtungen
- Filiale der Staatlichen Universität Petrosawodsk
- Filiale der Staatlichen Ingenieurökonomischen Akademie Sankt Petersburg

## Museen

Denkmal für Alexander Fersman

- Historisches Museum des europäischen Nordens von Russland (Internationales Kulturzentrum der Russischen Akademie der Wissenschaften)
  - Sektion 1 befasst sich mit der historischen Entwicklung der Kola-Halbinsel
  - Sektion 2 befasst sich mit der Kultur und dem Leben in der Region
  - Sektion 3 stellt die lokalen Mineralien aus
- Museum der regionalen Untersuchungen und Geschichte: Hier wird insbesondere Leben und Kultur der Urbevölkerung der Samen gezeigt
- Geologisches Museum (Geologisches Institut der Russischen Akademie der Wissenschaften)
- Mineralogisches Museum (Geologisches Institut der Russischen Akademie der Wissenschaften)
- Botanischer Garten Kirowsk (zwischen Apatity und Kirowsk; einer der drei weltweit bekannten botanischen Gärten nördlich des Polarkreises, eröffnet am 26. August 1936, Fläche: 1670 Hektar)

## Veranstaltungen
- „Stein-Blüten“: Ausstellung von Stein-Arbeiten, jährlich, Ende Januar
- „Imandra“: Mittelstands-Wirtschaftsmesse, jährlich, Ende April
- Internationaler Tanz-Wettbewerb, jährlich, November/Dezember
- „Sun City“: Wildlife-Festival am Imandrasee, jährlich, Ende August

In Apatity sind darüber hinaus diverse Geschäfte, Restaurants, Bars und Tanzlokale angesiedelt.

## Söhne und Töchter der Stadt
- Wladimir Antipow (* 1978), Eishockeyspieler
- Fjodor Fjodorow (* 1981), Eishockeyspieler
- Andrei Malachow (* 1972), Fernsehmoderator
- Alexei Lesukov (* 1988), Profi-Bodybuilder